# 1228 Scabiosa
1228 Scabiosa är en asteroid i huvudbältet som upptäcktes den 5 oktober 1931 av den tyske astronomen Karl Wilhelm Reinmuth. Asteroidens preliminära beteckning var 1931 TU. Asteroiden fick senare namn efter det vetenskapliga namnet för fältväddssläktet.
Asteroidens namn ingår även i en serie asteroidnamn, vars första bokstav är en hyllning till den tyske astronomen Gustav Stracke.
Scabiosa är medlem av Agnia-asteroiderna, en grupp av asteroider som har liknande banelement och tros vara del av en större kropp som splittrats. Gruppen har fått sitt namn av 847 Agnia. Andra asteroider som ingår i gruppen är 1020 Arcadia, 2401 Aehlita och 3395 Jitka. 
Scabiosas senaste periheliepassage skedde den 7 mars 2021.